# Surface Pen
El Surface Pen es a la vez un  estilete activo y  bolígrafo digital desarrollado por Microsoft para su serie de dispositivos informáticos  Microsoft Surface. Fue diseñado para demostrar las capacidades como Pen Computing de los sistemas operativos de Microsoft Windows 8 / 8.1 y Windows 10.

## Primera generación
El primer Surface Pen fue introducido en 2012 junto con la tableta convertible Surface Pro que utiliza la tecnología Penabled diseñada para Wacom. Tiene un botón físico incorporado para simular el  botón derecho del ratón cuando el lápiz entra en contacto con la pantalla, así como una goma de borrar en la punta superior del bolígrafo que elimina los trazos de tinta cuando entra en contacto con la pantalla. Fue incluido con las tabletas Surface Pro y Surface Pro 2, pero no es compatible con otros modelos. Aunque la tecnología quedó desfasada con las generaciones posteriores y ahora se comercializa con el nombre de "Pro Pen", todavía se puede comprar como un accesorio para el Surface Pro y Surface Pro 2, así como para otros dispositivos compatibles con la Tecnología Penabled como la línea de producto de los Lenovo ThinkPad.